# Honeymoon in Vegas
Honeymoon in Vegas (bra Lua de Mel a Três) é um filme estadunidense de 1992, dos gêneros comédia romântica e suspense, realizado e escrito por Andrew Bergman.

## Sinopse
Jack Singer é um detective que está apaixonado pela sua namorada, mas por causa da sua mãe tem medo de se casar.
Ela porém encosta-o à parede, pressionando-o para viajarem para Las Vegas para casar. No entanto, horas antes do casamento, o noivo é convidado para um jogo de pôquer e perde muito dinheiro. Como não pode pagar ao seu oponente, ele concorda em receber a noiva "emprestada" no fim-de-semana, como pagamento.

## Elenco
- James Caan.... Tommy Korman
- Nicolas Cage.... Jack Singer
- Sarah Jessica Parker.... Betsy / Donna
- Pat Morita.... Mahi Mahi
- Johnny Williams.... Johnny Sandwich
- John Capodice.... Sally Molars
- Robert Constanzo.... Sidney Tomashefsky
- Anne Bancroft.... Bea Singer
- Peter Boyle.... chefe Orman
- Burton Gilliam.... Roy
- Peter Hernandez .... Litlle Elvis
- Dean Hallo.... Lyle
- Seymour Cassel.... Tony Cataracts
- Jerry Tarnakian.... Sid Feder
- Tony Shalhoub.... Buddy Walker

## Prémios e indicações
| Premiação                  | Categoria                         | Recipiente   | Resultado |
| -------------------------- | --------------------------------- | ------------ | --------- |
| Prêmios Globo de Ouro 1993 | Melhor filme - comédia ou musical |              | Indicado  |
| Prêmios Globo de Ouro 1993 | Melhor ator - comédia ou musical  | Nicolas Cage | Indicado  |